# Herina fasciata
Herina fasciata är en tvåvingeart som först beskrevs av Robineau-desvoidy 1830.  Herina fasciata ingår i släktet Herina och familjen fläckflugor.
Artens utbredningsområde är Frankrike. Inga underarter finns listade i Catalogue of Life.